# شريان قطني
شرايين قطنية (بالإنجليزية: Lumbar arteries)‏ هي فروع من الأبهر البطني.